# Manco Cápac

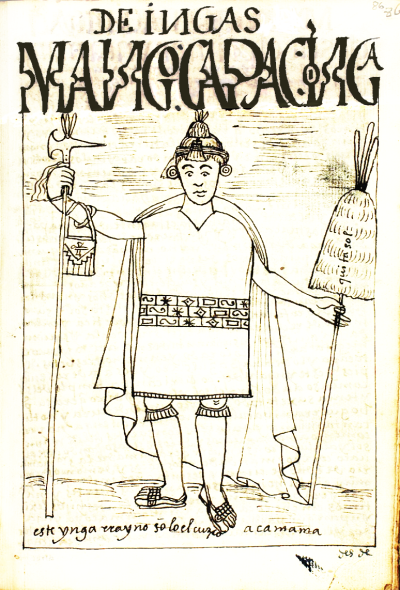
Manco Cápac, tekening van Guaman Poma

Manco Cápac (Manqo Qhapaq in Quechua, 'de koninklijke stichter') was de eerste koning van het Cuzco-koninkrijk, het latere Incarijk. Er zijn verschillende verhalen over de herkomst van Manco Cápac.

## Leven
Manco Cápac regeerde ongeveer 40 jaar over het koninkrijk Cuzco. Hij zette wetten op die alleen voor de burgerij golden, niet voor de adel. In een van deze wetten stond dat je niet met je zus mocht trouwen, omdat de wetten niet voor de adel golden, kon Manco Cápac met zijn zus trouwen. Manco trouwde met zijn zus en ze kregen een kind genaamd Roca, hij werd de volgende koning van het koninkrijk Cuzco. Het geboortejaar en sterfjaar van Manco Cápac zijn niet precies bekend. 
Volgens Louis Baudin was Manco Capac, die bevel voerde over een stam, zeer waarschijnlijk een mythologische naam van een dynastie en niet van een bepaald persoon. Hetzelfde geldt voor zijn zoon, Sinchi Roca, sinchi betekent 'gekozen veldheer', die aan het hoofd stond van een confederatie van stammen. Pas met Lloque Yupanqui zou het, volgens Baudin, om een historische persoon gaan.

## Mythologische oorsprong
Manco Cápac is de hoofdpersoon in twee legenden over de oorsprong van het Incarijk. Volgens beiden was Manco Cápac de stichter van Cusco en was Mama Ocllo zijn echtgenote.
In één legende was hij de zoon van Tici Wiraqocha. In een ander groeide hij op in de dieptes van het Titicacameer bij de zonnegod Inti. Echter, voor gewone mensen was het niet toegestaan om de naam van Wiraqocha uit te spreken, wat wellicht een verklaring kan zijn voor de behoefte aan twee stichtingslegendes in plaats van alleen de eerste.

### Legende van de vier Ayar broers
Manco Cápac (Ayar Manco) was de zoon van Viracocha van Paqariq Tampu (25 km ten zuiden van Cusco). Hij leefde er met zijn broers (Ayar Auca, Ayar Cachi en Ayar Uchu) en zusters (Mama Ocllo, Mama Huaco, Mama Raua en Mama Ipacura) en zij verenigden hun volk met andere stammen, die ze tijdens hun reizen tegenkwamen. Ze wilden de stammen van de Cusco Vallei overwinnen. Manco Cápac kreeg van z'n vader een gouden staf. Manco Cápac wist van z'n broers af te komen, door hen in een val te lokken of in steen te veranderen en werd zo de onbetwiste leider van Cusco. Hij huwde zijn oudere zus, Mama Occlo en ze kregen een zoon, Sinchi Roca.

### Legende van Manco Capac en Mama Ocllo
Manco Cápac was de zoon van de zonnegod Inti en de maangodin Mama Quilla en broer van Pachacamac. Zelf werd Manco Cápac vereerd als vuur- en zonnegod. De zonnegod stuurde Manco Cápac en z'n familie boven de aarde en ze kwamen uit de grot van Pacaritambo tevoorschijn, met de gouden staf tapac-yauri. Manco Cápac kreeg de opdracht een zonnetempel te bouwen op de plek waar de staf in de grond zonk. Ze reisden via grotten naar Cusco en bouwden er de tempel ter ere van hun vader Inti.
Er was geen geschreven traditie van deze legende vóór de publicatie van Comentarios Reales de los Incas van Garcilaso de la Vega in 1609 en daarom wordt aan de authenticiteit ervan getwijfeld.

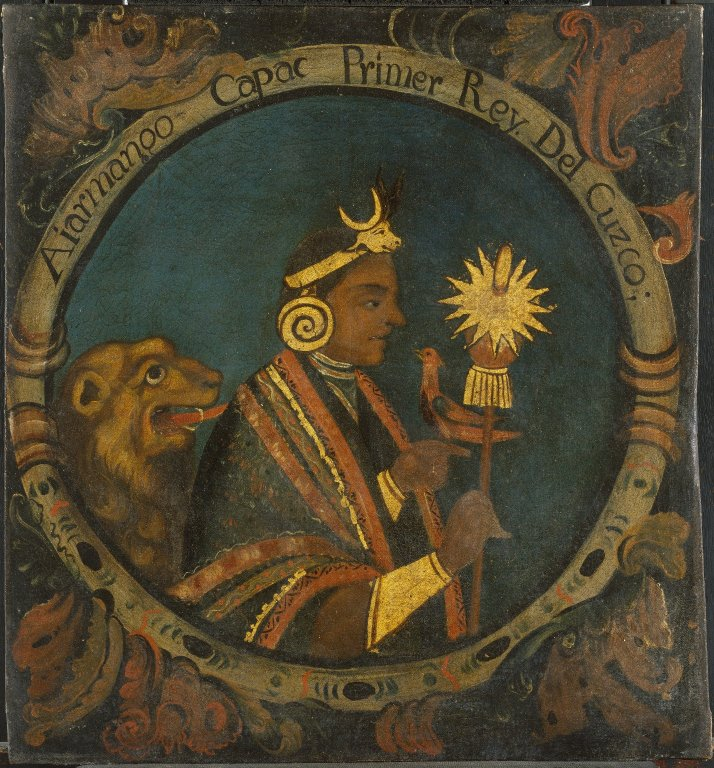

## Trivia
- Manco is de naam van een graansoort, die na de komst van de Spanjaarden helemaal is verdwenen en verdrongen door het koren.[2]

Hurin-dynastie: Manco Cápac · Sinchi Roca · Lloque Yupanqui · Mayta Cápac · Cápac Yupanqui

Hanan-dynastie: Inca Roca · Yáhuar Huácac · Viracocha Inca · Pachacuti · Túpac Inca Yupanqui · Huayna Capac · Huáscar · Atahualpa · Túpac Huallpa

Heersers in Vilcabamba: Manco Inca Yupanqui · Sayri Túpac · Titu Cusi Yupanqui · Túpac Amaru